# Teater Tribunalen
Teater Tribunalen är en fri teatergrupp som bildades 1995 av skådespelare från Teaterhögskolan i Malmö och scenkonstnärer från Dramatiska Institutet. Teatern ligger på Hornsgatan 92 i Stockholm i den gamla biografen Lidos lokaler. Tribunalen är en politiskt inriktad teater, som enligt egen uppgift vill blottlägga, kritisera och döma den politiska och ekonomiska makten, och inspirera till engagemang och aktion.
Tribunalens mål anges vara att ge en mer komplicerad, komplett och uppriktig bild av verkligheten än den som enkelriktat konsumeras via kvällspressen och förenklade debattprogram i TV.